# Banban Rejo
Banban Rejo is een bestuurslaag in het regentschap Ogan Komering Ulu van de provincie Zuid-Sumatra, Indonesië. Banban Rejo telt 1462 inwoners (volkstelling 2010).